# Serranochromis spei
Serranochromis spei és una espècie de peix de la família dels cíclids i de l'ordre dels perciformes.

## Morfologia
Els mascles poden assolir els 30,4 cm de longitud total.

## Distribució geogràfica
Es troba a Àfrica: riu Congo (República Democràtica del Congo).